# Церович, Стоян
Стоян Церович (серб. Стојан Церовић; 1888, Тушина — 1943, Неретва) — югославский черногорский школьный преподаватель и партизан Народно-освободительной войны Югославии.

## Биография
Родился в 1888 году в деревне Тушина близ Шавника. Учился в Белграде и Франции, с 1920 года стал преподавателем гимназии города Никшич. Состоял в Крестьянской партии Югославии.
В 1941 году вступил в партизанское движение, возглавив народно-освободительный фонд, в который собирались средства на нужды югославских партизан. В августе 1941 года после подавления черногорского восстания был арестован и отправлен в Албанию, откуда сбежал в 1942 году в Черногорию и снова влился в движение. Участвовал в 1-м заседании Антифашистского вече народного освобождения Югославии.
Погиб 22 марта 1943 в битве на Неретве. Его имя носит ныне школа в Никшиче.